# Юхары-Яглевенд
Яглевенд (азерб. Yağlıvənd) — село в Физулинском районе Азербайджана.

## История
В 1400 году Тимур начал военные действия против Баязида, захватившим Эрзинджан, где правил вассал Тимура, и против египетского султана Фараджа ан-Насира, предшественник которого, Баркук, ещё в 1393 году велел убить посла Тимура. В 1400 году Тимур взял крепости Кемах и Сивас в Малой Азии и Халеб в Сирии, принадлежавшей египетскому султану, а в 1401 году занял Дамаск.
28 июля 1402 года Тимур одержал важнейшую победу над Османским султаном Баязидом I, нанеся ему поражение в битве при Анкаре. Сам султан был взят в плен. В результате сражения Тимуром была захвачена вся Малая Азия, а поражение Баязида привело к распаду Османской империи, сопровождавшейся крестьянской войной и междоусобицами его сыновей.
Амир Тимур привозил с собой кара татаров. Большая часть из них  совместил в Карабахе. Карататары подразделялись на племенные объединения каджаров и джаванширов.
Официальной причиной насильственного переселения стало обвинение всего кара татарского народа в государственной измене, туркмены их называли "Яги левент" - "враждебный воин".
Названия основных кланов джаванширов следующие: яглевенд, дедели, таметли, геджагёзлю, сейидахмедли, гервенд, демирли, сейидмахмудлу, моллафазилли, кёчерли, гарабурунлу, бегманлу, сариджалы.
Яглевенд — Один из населённых пунктов оймака (ветвь племени) Яглавенда. Оймак Яглавенд  ветва кочевого племени Джаваншир.
В годы Российской империи село называлось Яглавенд и находилось в составе Джебраильский уезда Елизаветпольской губернии.
В середине XIX века близ Яглевенда произошло несколько вооружённых столкновений между каджарскими войсками и русской императорской армией.
В советские годы село входило в состав Физулинского района Азербайджанской ССР. В результате Первой карабахской войны в августе 1993 года перешло под контроль непризнанной Нагорно-Карабахской Республики и согласно её административно-территориальному делению, было расположено в Мартунинском районе НКР.
9 ноября 2020 года президент Азербайджана Ильхам Алиев объявил о взятии азербайджанской армией под контроль села Яглевенд.

## Население
По статистическим данным 1823 года, в Яглавенде жило 110 семей (дымов).
| Год  | Число дымов |
| ---- | ----------- |
| 1823 | 110         |
| 1827 | 65          |
| 1830 | 56          |
| 1831 | 75          |
| 1832 | 57          |
| 1833 | 57          |
| 1842 | 78          |
| 1849 | 104         |
| 1863 | 117         |
| 1873 | 130         |
| 1886 | 162         |

## Экономика
Основные виды хозяйственной деятельности населения — скотоводство и земледелие.

## Известные уроженцы
- Аскерханов, Гасан Али-бек — прапорщик русской армии, военный и общественный деятель. Азербайджанский поэт. Писал под псевдонимом Ковха.
- Аскерханов, Шамиль-бек — поручик русской армии, военный и общественный деятель.
- Сахавет, Сейран — писатель.